# Naturpark Arnsberger Wald

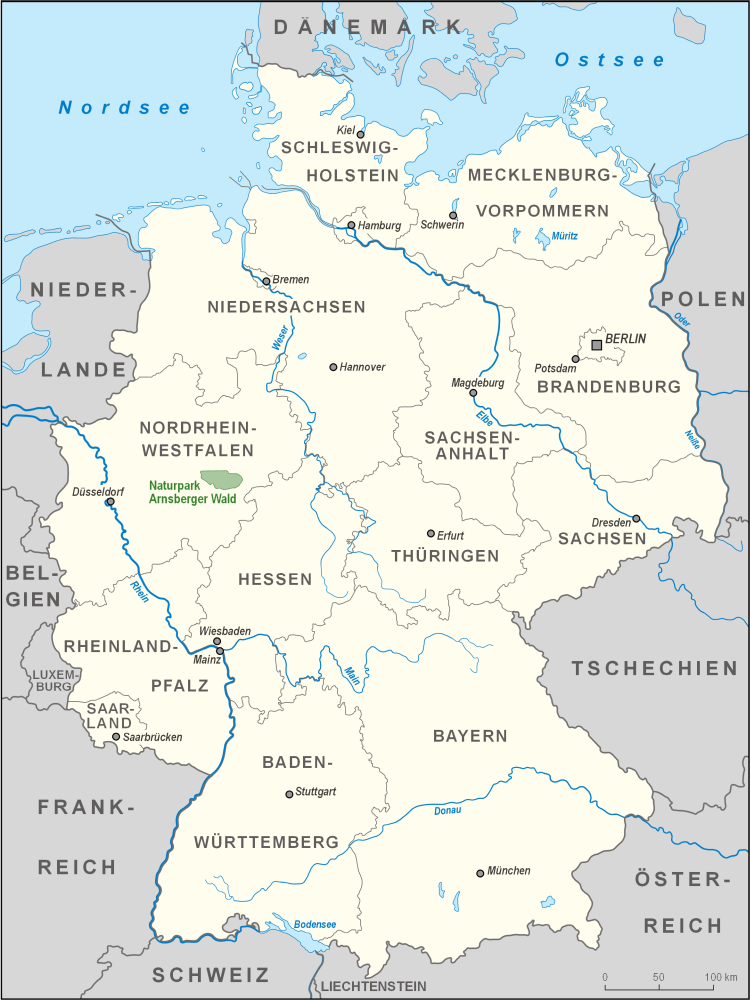
Lage des Naturparkes in Deutschland

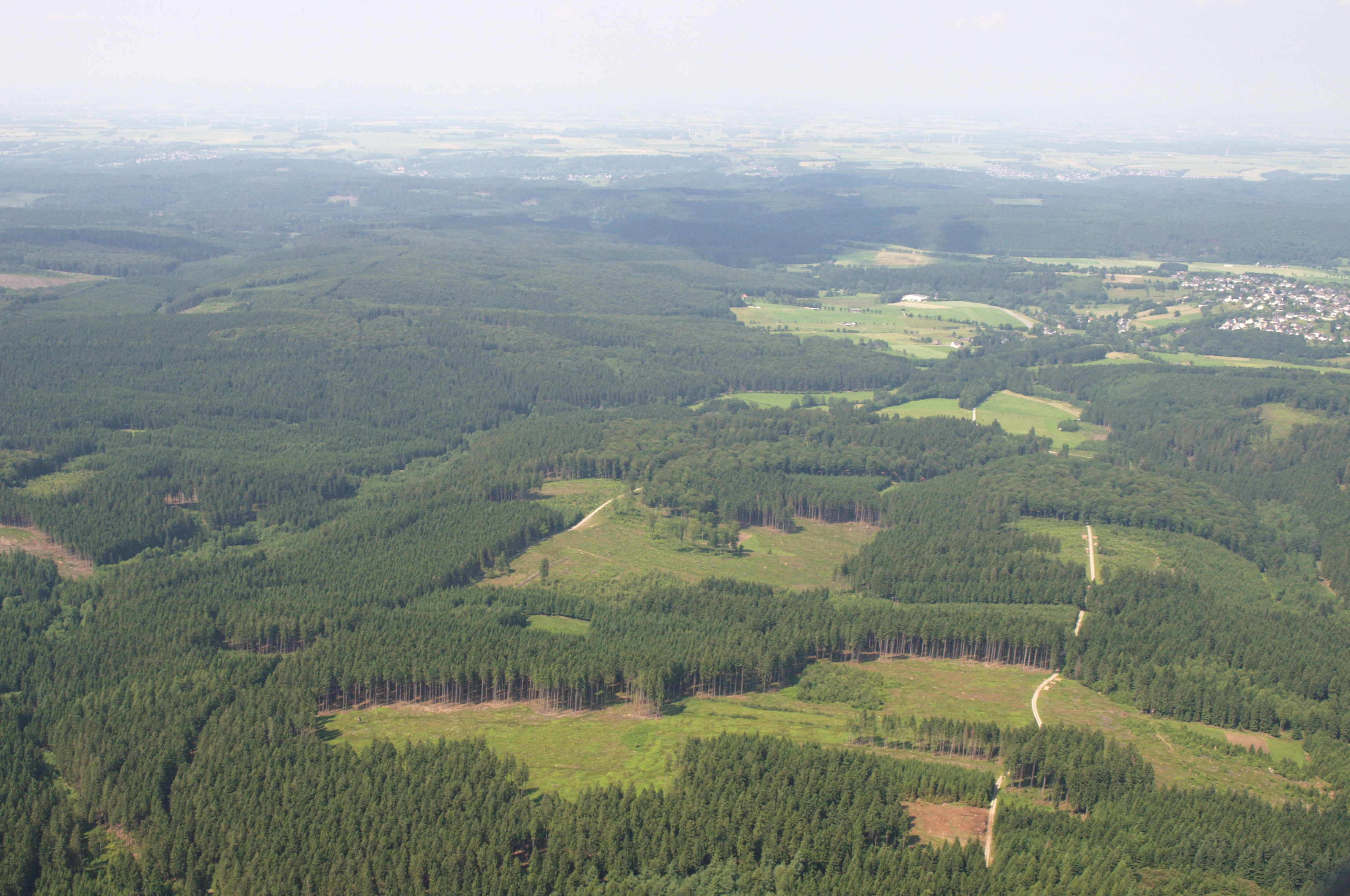
Der Arnsberger Wald im Bereich Markshagen mit Ortschaft Hirschberg (oben rechts) aus der Luft

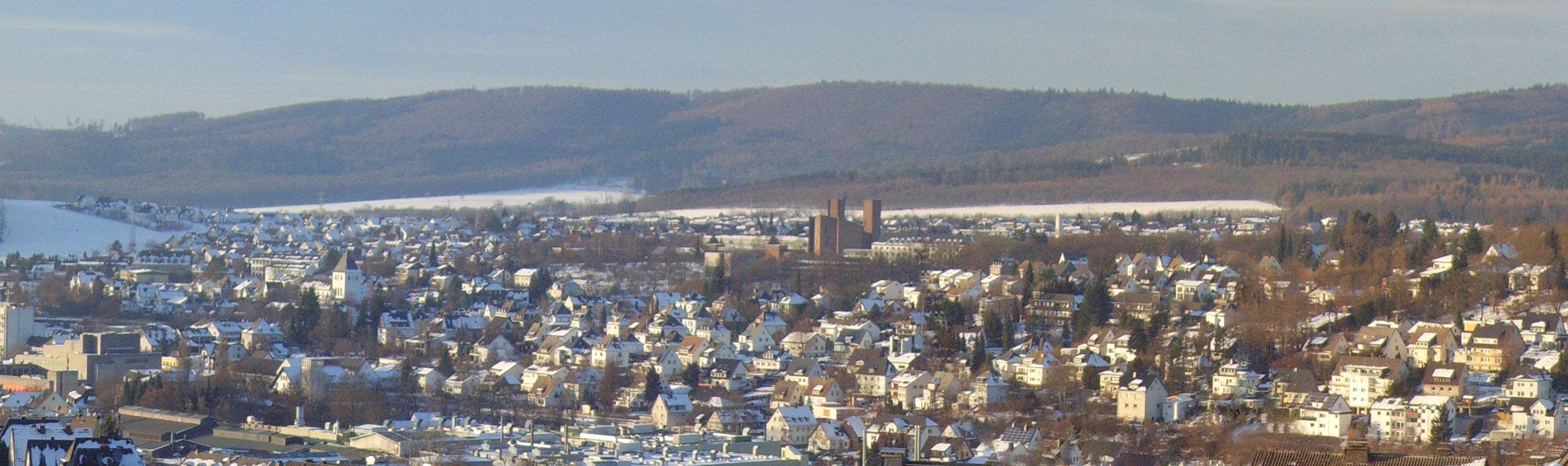
Meschede mit dem Arnsberger Wald

Der Naturpark Arnsberger Wald ist ein 599 km² großer Naturpark im Hochsauerlandkreis und Kreis Soest im Regierungsbezirk Arnsberg, Nordrhein-Westfalen (Deutschland).
Der Naturpark umfasst in der Hauptsache die bis 581,5 m ü. NHN (Plackweghöhe) hohen, größtenteils bewaldeten Mittelgebirgslandschaften des Nordsauerländer Oberlandes im Winkel zwischen Ruhr und Möhne. Neben dem Arnsberger Wald (im engeren Sinne) sind dieses das Warsteiner Hügelland, der Plackwald sowie die links der Möhne gelegenen Teile von Obermöhne- und Almewald. Im Jahr 2020 wurde der Naturpark außerdem um den größten Teil des Stadtgebiets von Arnsberg erweitert.
Der 1961 gegründete Naturpark ist wegen seiner Holzwirtschaft und guten Erholungsmöglichkeiten ein bedeutender regionaler Wirtschaftsfaktor. Der westliche Arnsberger Wald war früher Teil des größeren Lürwalds, der im Besitz der Grafen von Arnsberg und später der Kurfürsten von Köln war.

## Geographie

### Lage
Der Naturpark Arnsberger Wald liegt zwischen der Möhne, an der sich der Möhnesee befindet, im Norden und der recht tief eingeschnittenen Ruhr im Süden. Zwischen diesen beiden Flusstälern erstreckt sich der Park zwischen den Gemeinden Arnsberg im Südwesten, Möhnesee im Nordwesten, Rüthen im Nordosten, Brilon im Osten, Olsberg im Südosten, Meschede und Bestwig im Süden; innerhalb des Naturparkgebiets liegt Warstein. Im Norden stößt das weitläufige Naturparkgebiet an den Haarstrang, im Osten an die Briloner Höhen, im Süden an das Rothaargebirge, im Südwesten geht es in das sauerländische Lennegebirge über und im Westen fällt das Gelände in Richtung Dortmund allmählich zum Ruhrgebiet ab.

### Gewässer
Das bekannteste Stillgewässer im Naturpark Arnsberger Wald ist der Möhnesee, der sich im Möhnetal zwischen dem Haarstrang im Norden und dem Arnsberger Wald im Süden ausbreitet. Zahlreiche Fließgewässer durchziehen die bewaldete Landschaft. Dazu gehören insbesondere Ruhr und Möhne, die das Waldgebiet eingrenzen, aber auch weitere im Naturpark entspringenden Möhne- und Ruhr-Zuflüsse:

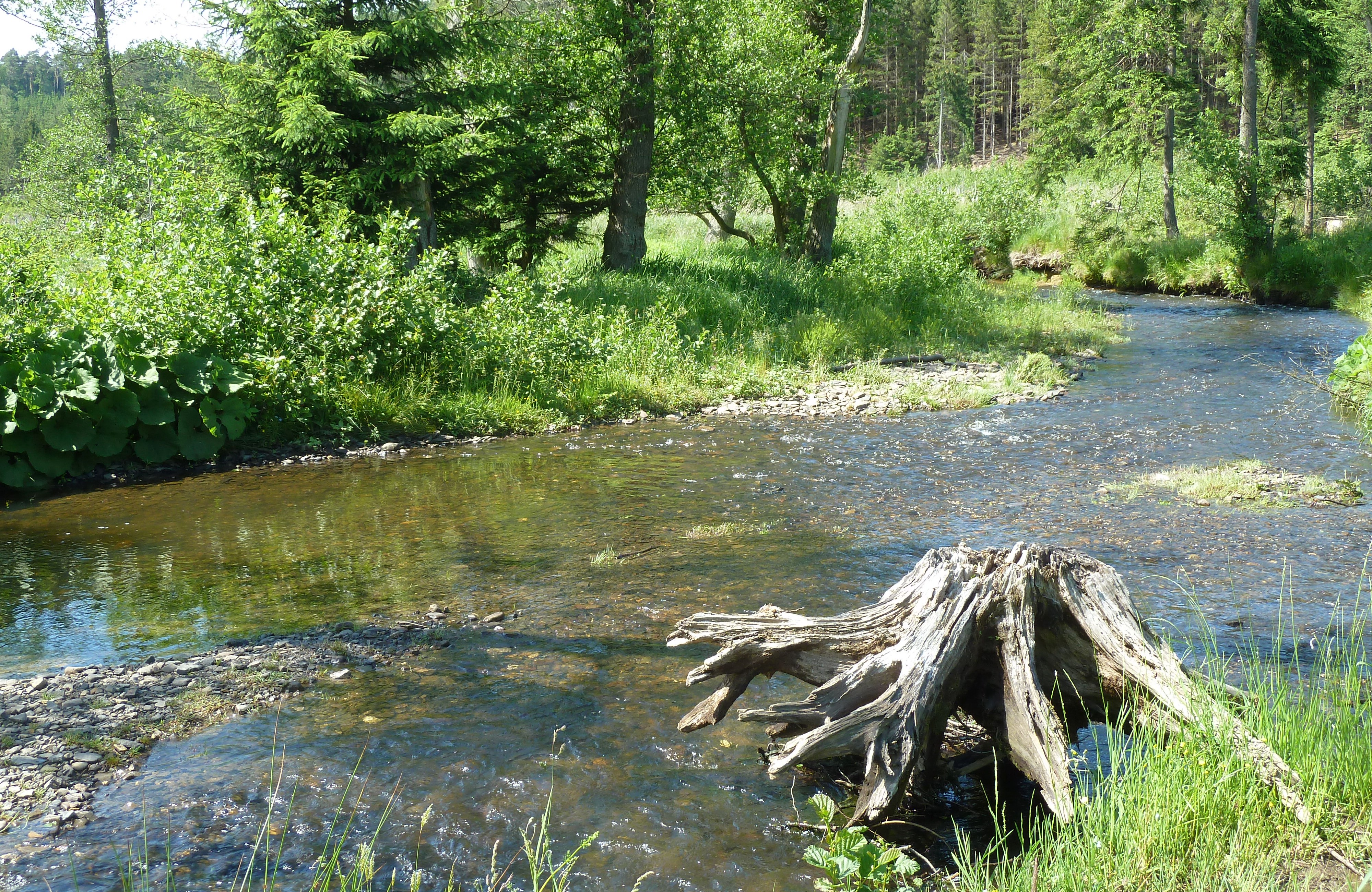
Die Heve entspringt am Brandenberg und mündet in den Möhnesee

Ruhr (Rhein-Zufluss bei Duisburg-Ruhrort)
- Möhne (Ruhr-Zufluss bei Neheim)
  - Biber (Möhne-Zufluss bei Rüthen)
  - Glenne (Möhne-Zufluss nordwestlich Rüthen-Kallenhardts)
    - Lörmecke (Glenne-Zufluss zwischen Suttrop und Kallenhardt)

  - Heve (Möhne-Zufluss, Einmündung in den Südarm des Möhnestausees)
  - Wester (Möhne-Zufluss bei Belecke)
    - Langer Bach (Wester-Quellbach bei Warstein)
    - Wideybach (Wester-Quellbach bei Warstein)
- Wanne (Ruhr-Zufluss bei Niedereimer)

### Berge
Die höchsten Berge und Bergkuppen des Naturparks Arnsberger Wald liegen im Plackwald an der Wasserscheide zwischen Ruhr und Möhne. Viele der höchsten Gipfel dieses Kammes, auf der die historische Handelsstraße Plackweg verlief, sind namenlos bzw. weithin unbekannt.
Zu den Bergen, Erhebungen, Berspornen und anderen markanten, hoch gelegenen Stellen des Naturparks gehören – sortiert nach Höhe in Meter (m) über Normalhöhennull (NHN; wenn nicht anders genannt laut ):
- Plackweghöhe (581,5 m), nordnordöstlich von Eversberg (am Plackweg); mit Lörmecke-Turm
- Namenlose Kuppe (559,5 m[1]), nordnordöstlich von Antfeld (nahe Brilon-Esshof)
- Namenlose Kuppe (557,4 m), südsüdöstlich vom Fernmeldeturm Meschede
- Warsteiner Kopf (556,9 m), nordnordöstlich von Eversberg
- Gemeinheitskopf (551,9 m), nordnordwestlich von Föckinghausen
- Namenlose Kuppe (550,6 m), nordwestlich vom Fernmeldeturm Meschede (am Plackweg)
- Niekopf (550,4 m), nördlich von Eversberg; Quellbereich des Wideybachs
- Ebberg (548,9 m), nördlich von Antfeld (nahe Brilon-Esshof)
- Wiemert (544,2 m), nördlich von Föckinghausen
- Ensterknick (543,2 m), Flurstück/Wohnplatz nördlich von Meschede-Galiläa (am Plackweg)
- Nuttlarer Höhe (542,2 m[1]), nördlich von Nuttlar
- Stimmstamm (541,1 m), Passhöhe an B 55, nördlich von Meschede
- Sengenberg (530,4 m), östlich von Föckinghausen
- Liverhagen (522,6 m[1]), nördlich von Eversberg
- Moosberg (522,0 m), nördlich von Meschede
- Voßstein (Ostkuppe, 521,1 m), südöstlich Grimlinghausen bzw. nördlich Antfeld
- Hornscheid (519,7 m), nördlich von Eversberg
- Voßstein (mittlere Kuppe, 519,7 m), südöstlich
- Greverhagen (514,6 m), nördlich von Meschede
- Voßstein (Westkuppe, 512,3 m), südöstlich
- Brandenberg (509,3 m), nördlich vom Fernmeldeturm Meschede
- Heinberg (504,9 m), nordwestlich von Bestwig
- Neuer Berg (504,2 m), südwestlich von Hirschberg
- Wennemer Höhe (503,3 m), nördlich von Wennemen
- Kopf (500,8 m), nordöstlich von Eversberg
- Blumenkopf (Südkopf, 500,7 m), südwestlich von Warstein, nahe der B 55
- Blumenkopf (Nordkopf, 498,9 m), südwestlich von Warstein, nahe der B 55
- Suhrenberg (498,2 m), nordöstlich von Nuttlar
- Kahlenbergsköpfe (Südkopf, Hinterster Kahlenbergskopf; 485,7 m), westlich von Warstein
- Großer Berg (476,0 m), nordöstlich von Freienohl
- Kahlenbergsköpfe (Mittlerer Kopf; 466,9 m), westlich von Warstein
- Meidenberg (466,7 m), südöstlich von Hirschberg
- Kleiner Fahrenberg (463,7 m), nördlich von Scharfenberg
- Großer Fahrenberg (453,4 m), nordnordwestlich von Scharfenberg
- Kahlenbergsköpfe (Nordkopf; 447,5 m), westlich von Warstein
- Küppel (422,6 m), nordöstlich von Freienohl; mit Küppelturm
- Wolfskopf (398,7 m), östlich von Enste (Meschede)
- Lemmberg (360,3 m), nördlich von Arnsberg
- Namenlose Kuppe (285,8 m), nördlich von Delecke; mit Delecker Bismarckturm

## Ortschaften
Im oder am Rand des Naturparks Arnsberger Wald befinden sich mit ihren zahlreichen Ortsteilen diese Gemeinden bzw. Städte: 
| - Rüthen im Nordosten - Brilon im Osten - Olsberg im Südosten, | - Bestwig im Südsüdosten - Meschede im Süden - Arnsberg im Südwesten | - Ense im Nordwesten - Möhnesee im Nordnordwesten - Warstein im Zentrum |

## Schutzgebiete
Der Arnsberger Wald wurde, von Siedlungsgebieten abgesehen, komplett als Naturschutzgebiete (NSG) oder zumindest als Landschaftsschutzgebiet ausgewiesen. Gleichzeitig sind die wertvollsten Bereiche als FFH-Gebiete ausgewiesen. Teile der Schutzgebiete liegen auch außerhalb des Arnsberger Waldes.
Im Arnsberger Wald liegen die folgenden Naturschutzgebiete:
- Naturschutzgebiet Arnsberger Wald
- Naturschutzgebiet Breitenbruch-Neuhaus
- Naturschutzgebiet Hamorsbruch (Meschede)
- Naturschutzgebiet Hamorsbruch und Quellbäche
- Naturschutzgebiet Oberes Lüttmecketal
- Naturschutzgebiet Moosfelder Ohl
- Naturschutzgebiet Erlenbruch am oberen Glasmeckesiepen
- Naturschutzgebiet Oberlauf der Kleinen Schmalenau
- Naturschutzgebiet Bormecker Bachtal
- Naturschutzgebiet Holzhanensiepen mit angrenzenden Hangbuchenwäldern
- Naturschutzgebiet Hevearm und Hevesee
- Naturschutzgebiet Schmalenaus Bruch
- Naturschutzgebiet Giesmecketal
- Naturschutzgebiet Kümmecke
- Naturschutzgebiet Wannebach
- Naturschutzgebiet Kleines Gebketal
- Naturschutzgebiet Erlenbruch im Gebketal
- Naturschutzgebiet Schneeberg
- Naturschutzgebiet Oberlauf des Meimkebaches
- Naturschutzgebiet Oberes Gebketal
- Naturschutzgebiet Soestmecke
- Naturschutzgebiet Moorbirkenbruch am Gemeinheitskopf (Meschede)
- Naturschutzgebiet Moorbirkenbruch am Gemeinheitskopf (Bestwig)
- Naturschutzgebiet Warsteiner Kopf
- Naturschutzgebiet Lörmecketalsystem
- Naturschutzgebiet Lörmecketal (Meschede)
- Naturschutzgebiet Lörmecketal (Kreis Soest)

Darüber hinaus sind im Rahmen einer Landschaftsplanung noch viele naturnahe Bachtäler als auch ihr Umfeld als Naturschutzgebiete festzusetzen. Eine Häufung solcher Bachtäler findet sich in den Wäldern bei Warstein im Einzugsgebiet der Möhne. Mit diesem Gebot der Regionalplanung aus dem Jahr 2012 soll die Verbesserung ihrer Funktion als Lebensraum für Tiere und Pflanzen bezweckt werden.
Im Arnsberger Wald liegen die folgenden Landschaftsschutzgebiete:
- Landschaftsschutzgebiet Kreis Soest
- Landschaftsschutzgebiet Arnsberg
- Landschaftsschutzgebiet Meschede
- Landschaftsschutzgebiet Breitenbruch
- Landschaftsschutzgebiet Ortsnahe Freiflächen bei Enste
- Landschaftsschutzgebiet Lattenberg
- Landschaftsschutzgebiet Hevensbrinktal
- Landschaftsschutzgebiet Uentrop-Wintrop

Im Arnsberger Wald liegen die folgenden FFH-Gebiete:
- FFH-Gebiet  Arnsberger Wald
- FFH-Gebiet Hamorsbruch und Quellbäche
- FFH-Gebiet Lörmecketal
- FFH-Gebiet Heveoberlauf
- FFH-Gebiet Kleine Schmalenau und Hevesee

## Nationalpark Arnsberger Wald
Im September 2023 veröffentlichten Umwelt-, Wirtschafts- und Landwirtschaftsministerium in NRW eine Liste mit sechs potenziellen Gebieten, darunter der Arnsberger Wald, für einen zweiten Nationalpark in NRW. In einem Bewerbungsverfahren sollen sich bis Ende des ersten Quartals 2024 sollen formale Bewerbungen für den neuen Nationalpark eingereicht werden.

## Geschichte
Kurz vor Ende des Zweiten Weltkriegs (1939–1945) kam es im März 1945 zum Massaker im Arnsberger Wald, bei dem über 200 schuldlose Zwangsarbeiter/-innen von einer Gruppe aus Waffen-SS und Wehrmacht getötet wurden. Der Hauptverantwortliche beging noch 1945 Selbstmord. Erst 1955 wurde – nach einer anonymen Anzeige – gerichtlich ermittelt, 1958 erfolgten zwei milde Gerichtsurteile – höchstens 5 Jahre Gefängnis. Diese Strafen wurden später durch Revision hinaufgesetzt.

## Tourismus

### Höhlen

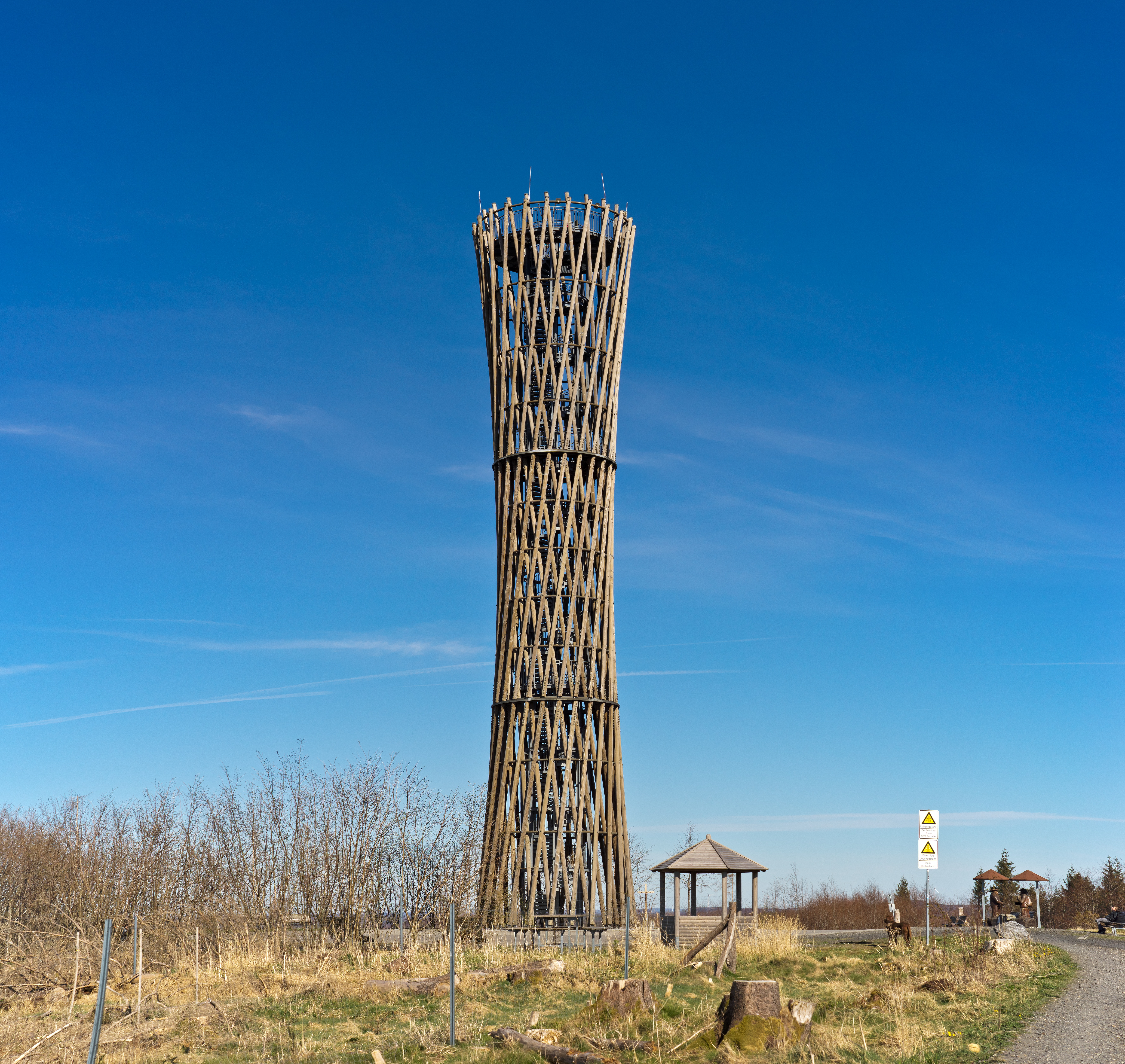
Lörmecke-Turm

Im Naturpark Arnsberger Wald liegen die Bilsteinhöhle südwestlich Warsteins und die Höhle Hohler Stein südwestlich von Rüthen-Kallenhardt.

### Türme
Auf dem Gebiet des Naturparks befinden sich mehrere Aussichtstürme: der Lörmecke-Turm nahe der höchsten Stelle des Naturparks, zwischen Warstein und Eversberg, der Küppelturm nahe Freienohl, der Bismarckturm nördlich von Delecke sowie der Möhneseeturm südlich von Körbecke.

### Wandern
Viele Wanderwege erschließen den Naturpark Arnsberger Wald und dessen Berge und Täler. Die bekanntesten sind der Uplandweg, der in Nord-Süd-Richtung von Soest über Körbecke nach Neuhaus, Breitenbruch und Arnsberg verläuft, und der Rennweg, der in Ost-West-Richtung auf der ersten Anhöhe südlich des Möhnestausees angelegt wurde und nach Warstein führt. Weitere Wanderwege sind der Plackweg und die Sauerland-Waldroute.
Von vielen Parkplätzen, die sich unter anderen an der Südseite des Möhnestausees und im Hevetal befinden, kann man Rundwanderungen unternehmen. Etliche Ausflugs-Gaststätten, beispielsweise am Südrand des Stausees sowie in den im Arnsberger Wald liegenden Dörfern Neuhaus und Breitenbruch gelegen, stehen den Wanderern zu Diensten.
- Siehe hierzu auch: Hauptwanderstrecken des Sauerländischen Gebirgsvereins

## Windkraft
Ab 2018 gab es massiven Streit um den geplanten Bau von 15 Windrädern im Naturpark Arnsberger Wald auf Warsteiner Stadtgebiet. Im Oktober 2018 gab es einen Appell an die Landesregierung einer Warsteiner Anti-Windkraft-Initiative. Diesen Appell unterzeichneten auch Erzbischof Hans-Josef Becker, der frühere Chef der CDU/CSU-Bundestagsfraktion Friedrich Merz und die Inhaberin der Warsteiner Brauerei Catharina Cramer.